# Eteria
Un'eterìa (dal greco ἑταῖρος, "hetaîros" = compagno) era, nella polis della Grecia arcaica, un'associazione nella quale i membri si legavano fra di loro attraverso un giuramento. Si trattava verosimilmente di associazioni di nobili con in comune interessi militari (ad esempio in Omero) oppure familiari.
Nell'isola di Creta, invece, le eterie erano divisioni della popolazione locale e i loro membri avevano l'abitudine di pranzare insieme.

## Etimologia
Il termine italiano eterìa deriva dal latino hetãeria, a sua volta derivante dalla lingua greca antica con origini indeuropee e dal relativo contesto culturale nel quale è stato coniato ed impiegato. Nello specifico, esso è derivato da ἐταιρεία (hetairía) tradotto in associazione di compagni, derivato di ἐταῖρος (hetaîros), tradotto in compagno, associato. 

## Età classica
Ad Atene, così come in altre città greche, le eterie diventarono una sorta di sodalizio basato sulla comunanza di idee politiche e letterarie, di interessi culturali, religiosi e filosofici. Gli elementi vincolanti dell'eteria erano in genere: un giuramento formale, l'abitudine del simposio, la lettura di opere poetiche, la pederastia come forma di educazione. 
Le eterie sono costituite dalla congregazione di 15- 20 etairoi appartenenti all'aristocrazia, da esse sono escluse le donne, che si riuniscono invece nel tìaso. I compagni, legati da vincoli saldissimi e da giuramento, sono vicini per età, hanno analogo stile di vita, sono accomunati da una stessa formazione di tipo culturale, da interessi comuni e ideali etico-politici affini e sulla base della coincidenza di tali scopi e ideali progettano azioni politiche comuni e dividono le spese intraprese. Proprio per il loro carattere strettamente connesso alla politica attiva le varie eterie si contrappongono infine l'una all'altra dando vita ad un forte antagonismo.

## Età bizantina
Successivamente la denotatività di tale parola mutò e si ampliò, giungendo a significare, nel medioevo bizantino, un'unità di mercenari stranieri il cui comandante era denominato eteriarca, che dal IX secolo divenne la guardia personale del basilèus.

## Guerra d'indipendenza greca
Il termine fu utilizzato da alcuni patrioti greci (tra cui Athanasios Tsakalov, Emmanuel Xánthos, Nikolaos Skoufas e Alexandros Ypsilantis) per denominare la Filikí Etería, una società segreta da loro istituita a Vienna, verso la fine del settecento, e ricostituita nel 1814, il cui fine era la liberazione della Grecia dall'impero ottomano.